# Ngagi Wangpo
Ngagi Wangpo, en  tibetano : ངག་ གི་ དབང་ W y  en  Wylie: Ngag gi dbang po, 1439 - 8 de julio de 1491, también conocido como Chen-nga Tsenyepa, en  Wylie: Spyan snga ts'e gnyis pa, era un rey de Tíbet que reinó desde 1481 hasta 1491. Pertenecía a la dinastía Phagmodrupa, que fue el principal régimen del Tíbet desde 1354 hasta 1435 y mantuvo un cierto papel político hasta principios del siglo XVII.

## Vida
Ngagi Wangpo era el único hijo del rey Drakpa Jungne y de una dama de la familia Kharpa. Todavía menor de edad en la muerte de su padre en 1445, fue nombrado abad de Thel en 1454. Cuatro años más tarde, su tío, el rey Kunga Lekpa, adquirió la abadía de Thel, y Ngagi Wangpo tuvo que permanecer en una serie de otros lugares. El final del siglo XV estuvo lleno de disputas internas en el Tíbet Central, y la autoridad directa del gobernante Phagmodru fue restringida en el mejor de los casos a «Ü», en la zona este del centro del Tíbet. En Tsang (West Central Tibet) dominaron los feudatarios de Rinpungpa. En 1481 Kunga Lekpa fue privado de la realeza por un consejo de ministros, después de una serie de invasiones por Donyo Dorjede Rinpungpa. En cambio, su sobrino Ngagi Wangpo fue invitado a ocupar el puesto de rey o gongma , «el más elevado». En su entronización se casó con Lady Dsongkhama. En 1488 le dio un hijo llamado Ngawang Tashi Drakpa.

## Problemas internos continuos
Durante su reinado de una década, Ngagi Wangpo fue honrado por las élites de Tíbet central como su señor supremo o «chipon». Sin embargo, su tiempo estuvo marcado por condiciones inseguras y rivalidades entre varias partes del país. En 1485, el señor de Rinpungpa Donyo Dorje dirigió un ataque contra Gyangtse, que estaba bajo un ministro de  Phagmodrupa. Tres años más tarde, el Rinpungpa finalmente se hiza con el control y se apropió de Gyangtse. Cuando Ngagi Wangpo murió el 8 de julio de 1491, el dominio del Rinpungpa parecía completo. El tío de Donyo Dorje, Tsokye Dorje (fallecido en 1510) asumió el puesto de regente ya que el heredero al trono era un niño pequeño. La dinastía Ming de China en esta época apenas tenían el más mínimo conocimiento de la política interna tibetana, ya que notaron el acceso y la posterior muerte de Ngagi Wangpo en 1495; conocían al rey con el nombre de Ban Aji Jiangdong Daba.